# Dialogus miraculorum

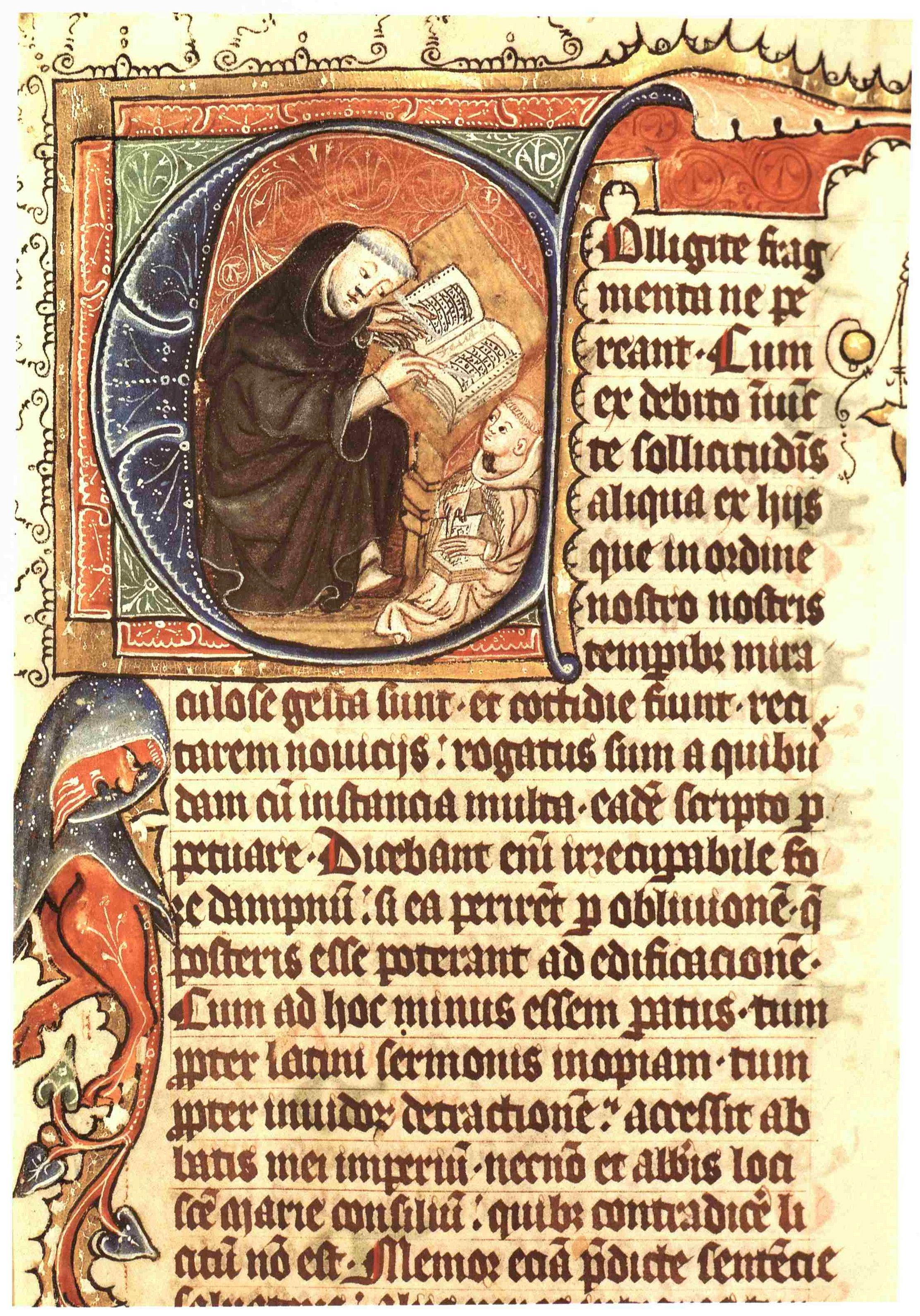
Der Anfang des Dialogus miraculorum mit einem Porträt des Autors in der Initiale. Handschrift Düsseldorf, Universitäts- und Landesbibliothek, Ms. C 27, fol. 1r (Mitte des 14. Jahrhunderts)

Der in lateinischer Sprache verfasste Dialogus miraculorum (Dialog über die Wunder, voller Titel Dialogus magnus visionum ac miraculorum) ist ein Werk des Heisterbacher Zisterziensermönchs Caesarius von Heisterbach (um 1180 – nach 1240), der in dem bei Königswinter gelegenen Kloster Novizenmeister und Prior war. Das zwischen 1219 und 1223 geschriebene Werk ist in der Form eines Zwiegesprächs zwischen Mönch und Novizen verfasst. Es besteht aus zwölf nach geistlichen Themen geordneten Büchern, die insgesamt 746 Geschichten enthalten.
Aus der Perspektive eines Mitgliedes des einflussreichsten Ordens seiner Zeit geschrieben, ist der Dialogus eine überaus wichtige Quelle zur Kultur- und Sittengeschichte der Zeit des ausgehenden 12. und beginnenden 13. Jahrhunderts, insbesondere zum Teufels- und Dämonenglauben sowie zur ideologischen Innenansicht der Ketzerverfolgungen und Kreuzzüge in vielen Ländern Europas.

## Inhaltsübersicht zu den zwölf Büchern
| Buch Nr.  | lateinischer Titel     | deutsche Übersetzung des Titels | Zahl der Kapitel | Band und Seite Ausgabe Strange |
| --------- | ---------------------- | ------------------------------- | ---------------- | ------------------------------ |
|           | Prologus               | Prolog                          |                  | I, 1                           |
| Buch I    | De conversione         | Vom Eintritt ins Kloster        | 43               | I, 5                           |
| Buch II   | De contritione         | Von der Reue                    | 35               | I, 55                          |
| Buch III  | De confessione         | Von der Beichte                 | 53               | I, 110                         |
| Buch IV   | De tentatione          | Von der Versuchung              | 103              | I, 171                         |
| Buch V    | De daemonibus          | Von Dämonen                     | 56               | I, 274                         |
| Buch VI   | De simplicitate        | Von der Einfalt                 | 37               | I, 340                         |
| Buch VII  | De sancte Maria        | Von der heiligen Maria          | 59               | II, 1                          |
| Buch VIII | De diversis visionibus | Von mancherlei Visionen         | 97               | II, 80                         |
| Buch IX   | De corpore Christi     | Vom Leibe Christi               | 67               | II, 165                        |
| Buch X    | De miraculis           | Von Wundern                     | 72               | II, 217                        |
| Buch XI   | De morientibus         | Von Sterbenden                  | 65               | II, 266                        |
| Buch XII  | De praemio mortuorum   | Vom Lohn für die Toten          | 59               | II, 315                        |

## Handschriften und Drucke sowie ihre Kürzel (nach Strange)
Für die von Joseph Strange herausgegebene Ausgabe Caesarii Heisterbacensis monachi Ordinis Cisterciensis Dialogus Miraculorum wurden folgende Codices und Drucke verwendet (mit Angabe der in der Strange-Ausgabe verwendeten Kürzel):
- A Düsseldorfer Codex
- B Bonner Codex (1434)
- C Kölner Codex (um 1440)
- D Düsseldorfer Codex, Kloster Altenberg[2]
- E [Bibliothek Gymnasium Koblenz]
- F [Bibliothek Aachen]
- K Editio Koelhoffiana (1481)
- P Editio princeps (ca. 1475)
- R Editiones recentiores (3 Stück):
- a) Köln 1591
- b) Köln 1599
- c) Antwerpen 1605

## Deutsche Übersetzungen

### Gesamtübersetzung
- Caesarius von Heisterbach: Dialogus Miraculorum; Dialog über die Wunder, hrsg. v. Nikolaus Nösges, Horst Schneider. 5 Bde. Turnhout: Brepols, 2009

### Teilübersetzungen (Auswahl)
Teilübersetzungen stammen von Johannes Hartlieb, Alexander Kaufmann, Ernst Müller-Holm, Otto Hellinghaus und anderen:
- Johann Hartliebs Übersetzung des Dialogus miraculorum von Caesarius von Heisterbach, nach der einzigen Londoner Hs., hg. von Karl Drescher, Berlin 1929 (Deutsche Texte des Mittelalters 33)

- Alexander Kaufmann: Wunderbare und denkwürdige Geschichten aus den Werken des Cäsarius von Heisterbach, ausgewählt, übersetzt und erläutert von Alexander Kaufmann, 2 Teile (Annalen des Historischen Vereins für den Niederrhein 47, 53), Köln 1888, 1891

- Caesarius von Heisterbach. Deutsch von Ernst Müller-Holm. Berlin: Karl Schnabel Verlag 1910 (Verschollene Meister der Literatur III.)

- Otto Hellinghaus: Hundert auserlesene, wunderbare und merkwürdige Geschichten des Zisterziensers Cäsarius von Heisterbach († um 1240), Aachen: Deutschherren Verlag, 1925